# Nhat Le
Nhật Lệ (vietnamita: Sông Nhật Lệ) è un fiume asiatico, che si origina nel nordovest del Vietnam. Scorre per circa 85 km attraverso il Quảng Ninh, Dong Hoi (provincia di Quang Binh), per poi sfociare nel golfo del Tonchino.